# Marian Simion
Marian Simion est un boxeur roumain né le 14 septembre 1975 à Bucarest.

## Carrière
Médaillé d'argent aux Jeux olympiques de Sydney en 2000 dans la catégorie super-welters et médaillé de bronze 4 ans plus tôt aux Jeux d'Atlanta en poids welters, il remporte également dans les rangs amateurs le titre de champion du monde des super-welters à Houston en 1999.

## Parcours auxJeux olympiques
Jeux olympiques d'été de 2000 à Sydney (poids super-welters) :
- Bat Ciro di Corcia (Italie) 19-8
- Bat José Luis Zertuche (Mexique) par arrêt de l'arbitre au 3e round
- Bat Frédéric Esther (France) par arrêt de l'arbitre au 3e round
- Bat Pornchai Thongburan (Thaïlande) 26-16
- Perd contre Yermakhan Ibraimov (Kazakhstan) 23-25

 Jeux olympiques d'été de 1996 à Atlanta (poids welters) :
- Bat Hussein Bayram (France) 13-6
- Bat Fernando Vargas (États-Unis) 8-7
- Bat Hassan Al (Danemark) 16-8
- Perd contre Juan Hernández Sierra (Cuba) 7-20